# Hegyhátszentmárton
Hegyhátszentmárton  (németül: Ruprecht)  község Vas vármegyében, a Körmendi járásban.

## Fekvése
Az Őrségi Nemzeti Parkban található. Iváncon keresztül közelíthető meg, a 7451-es útból nyugat felé kiágazó, körülbelül 2 kilométer hosszú 74 173-as számú mellékúton.

## Története
Hegyhátszentmárton Árpád-kori település. Első temploma feltehetően még a 13. században épült. A 16-17. században az Ivánczy család tulajdona, amelynek egyik tagja, Ivánczy Péter az 1500-as évek első felében a település északi részén kisebb várkastélyt épített. A kastély 1580 körül elpusztult, de árkai, sáncai ma is jól láthatóak. Középkori temploma, amely a temetőben állt, elpusztult. Kapu-timpanonjának töredéke a jelenlegi templomban látható. A mostani templom 1905-ben épült.

## Közélete

### Polgármesterei
- 1990–1994: Pál László (független)[4]
- 1994–1998: Pál László (független)[5]
- 1998–2002: Pál László (független)[6]
- 2002–2006: Pál László (független)[7]
- 2006–2010: Pál László (független)[8]
- 2010–2014: Pál László (független)[9]
- 2014–2019: Pál László (független)[10]
- 2019–2024: Pál László (független)[11]
- 2024– : Horváth Kitti (független)[1]

## Népesség
A település népességének változása:
| Lakosok száma | 65   | 66   | 57   | 71   | 65   | 67   | 65   |
|               | 2013 | 2014 | 2015 | 2021 | 2022 | 2023 | 2024 |

A 2011-es népszámlálás során a lakosok 94,6%-a magyarnak, 1,8% németnek mondta magát (3,6% nem nyilatkozott; a kettős identitások miatt a végösszeg nagyobb lehet 100%-nál). A vallási megoszlás a következő volt: római katolikus 80,4%, református 3,6%, evangélikus 3,6%, felekezet nélküli 3,6% (8,9% nem nyilatkozott).
2022-ben a lakosság 84,6%-a vallotta magát magyarnak, 3,1% németnek, 1,5% egyéb, nem hazai nemzetiségűnek (13,8% nem nyilatkozott; a kettős identitások miatt a végösszeg nagyobb lehet 100%-nál). Vallásuk szerint 46,2% volt római katolikus, 3,1% ortodox, 1,5% evangélikus, 7,7% felekezeten kívüli (40% nem válaszolt).

## Nevezetességek
- Várdomb - a falu északi végén
- Szent Márton római katolikus templom. Épült 1905-ben, oltárképe barokk.
- Lugos-patak völgye